# 緣帶寶麗魚
緣帶寶麗魚，為輻鰭魚綱鱸形目隆頭魚亞目慈鯛科的其中一種，分布於南美洲Guaporé河上游及巴拉圭河上游流域，體長可達10.3公分，棲息在溪流中底層水域，生活習性不明。